# Mead (inslagkrater)
Mead is een inslagkrater op de planeet Venus. Mead werd in 1991 genoemd naar de Amerikaanse antropologe Margaret Mead (1901-1978).
De krater is met een diameter van 270 kilometer de grootste krater op Venus en bevindt zich in het gelijknamige quadrangle Mead (V-21). De krater heeft een binnen- en een buitenring en een klein deken van ejecta rondom de buitenring. De inslagkrater is relatief ondiep (waarschijnlijk door opvulling) en de kraterbodem lijkt qua morfologie erg op de omringende vlakte.
Mead werd geclassificeerd als een "multiringkrater", waarbij de binnenste concentrische helling wordt geïnterpreteerd als de rand van de oorspronkelijke kraterholte. Op Mead wordt geen binnenste piekring van bergmassieven waargenomen. Door de aanwezigheid van heldere kraterejecta die het donkere vloerterras en de aangrenzende buitenste randhelling kruisen, wordt aangenomen dat het vloerterras waarschijnlijk een gigantisch gedraaid blok is dat concentrisch is aan, maar buiten de oorspronkelijke kraterholte ligt. Van de vlakke wat helderdere binnenbodem van Mead wordt aangenomen dat dit het resultaat is van een aanzienlijke opvulling van de oorspronkelijke kraterholte door de inslag en/of door vulkanische lava. Ten zuidoosten van de kraterrand lijkt de afzetting van de heuvelachtige ejecta te zijn belemmerd door de reeds aanwezige richels. 